# Aéroport de Thọ Xuân
L'aéroport de Thọ Xuân (en vietnamien : Sân bay Thọ Xuân) (précédemment de Sao Vang) (code IATA : THD • code OACI : VVTX) est un aéroport vietnamien situé à 40 km à l'ouest du centre-ville de Thanh Hóa, chef-lieu de la province de Thanh Hoa, à 300 km au sud de Hanoï). Il est géré par la Force aérienne populaire vietnamienne.
Son unique piste en béton de 3 200 × 45 m peut accueillir des avions de taille moyenne, tels que les Airbus A320 et A321.
Cet aéroport a été amélioré pour devenir un aéroport militaire et civil, le premier vol commercial exploité par Vietnam Airlines a eu lieu le 5 février 2013 avec A321.

## Situation

### Carte des aéroports du Viêtnam
| Vân Đồn (2018) Thọ Xuân Chu Lai Liên Khuong Đà Nẵng Hải Phòng Cat Bi Hanoï Saïgon Nha Trang Phú Quốc Vinh Buôn Ma Thuôt Cà Mau Côn Đảo Đồng Hới Pleiku Phù Cát Phú Bài Rach Gia Nà Sản Đông Tác Vũng Tàu Cần Thơ Diên Biên Phu Quảng Trị |